# 十月镇 (彼尔姆边疆区)
十月镇（羅馬化：Oktyabrʹskiy）是俄罗斯彼尔姆边疆区的市级镇、十月镇区行政中心及规模最大聚居地，地处彼尔姆边疆区东南部，位于边疆区首府彼尔姆东南方，靠近彼尔姆边疆区与斯维尔德洛夫斯克州的边界。镇内设有铁路车站恰德（Чад）站。
该地2022年人口有9,938人；2010年人口9,845；2002年人口10,039；1989年人口8,961。